# Bảng chữ cái tiếng Anh
Bảng chữ cái tiếng Anh (tiếng Anh: English alphabet) hiện đại là một bảng chữ cái Latinh gồm 26 chữ cái.
| Dạng viết hoa    |   |   |   |   |   |   |   |   |   |   |   |   |   |   |   |   |   |   |   |   |   |   |   |   |   |
| A                | B | C | D | E | F | G | H | I | J | K | L | M | N | O | P | Q | R | S | T | U | V | W | X | Y | Z |
| Dạng viết thường |   |   |   |   |   |   |   |   |   |   |   |   |   |   |   |   |   |   |   |   |   |   |   |   |   |
| a                | b | c | d | e | f | g | h | i | j | k | l | m | n | o | p | q | r | s | t | u | v | w | x | y | z |

Hình dạng chính xác của chữ cái trên ấn phẩm tùy thuộc vào bộ chữ in được thiết kế. Hình dạng của chữ cái khi viết tay hết sức đa dạng.
Tiếng Anh viết sử dụng nhiều diagraph như ch, sh, th, wh, qu,...mặc dù ngôn ngữ này không xem chúng là các mẫu tự riêng biệt trong bảng chữ cái. Người dùng tiếng Anh còn sử dụng dạng chữ ghép truyền thống là æ và œ.

## Tên chữ cái
Ít khi người ta đọc tên của chữ cái trừ khi phải phát âm các từ dẫn xuất hoặc từ ghép (chẳng hạn tee-shirt, deejay, emcee, okay,...), các dạng dẫn xuất (chẳng hạn exed out, effing,,...) hoặc tên các đối tượng được đặt tên theo tên chữ cái (chẳng hạn wye trong Y junction, nghĩa là khớp nối hình chữ Y). Danh sách dưới dây trích từ Từ điển tiếng Anh Oxford. Tên của phụ âm thường có dạng phụ âm + ee hoặc e + phụ âm (chẳng hạn bee và ef). Ngoại lệ là aitch, jay, kay, cue, ar, ess (trong từ ghép đọc là es-), wye và zed.
| Chữ cái | Tên chữ cái             | Phát âm      |
| ------- | ----------------------- | ------------ |
| A       | A                       | /eɪ/         |
| B       | Bee                     | /biː/        |
| C       | Cee                     | /siː/        |
| D       | Dee                     | /diː/        |
| E       | E                       | /iː/         |
| F       | Ef (Eff nếu là động từ) | /ɛf/         |
| G       | Jee                     | /dʒiː/       |
| H       | Aitch                   | /eɪtʃ/       |
| H       | Haitch                  | /heɪtʃ/      |
| I       | I                       | /aɪ/         |
| J       | Jay                     | /dʒeɪ/       |
| J       | Jy                      | /dʒaɪ/       |
| K       | Kay                     | /keɪ/        |
| L       | El hoặc Ell             | /ɛl/         |
| M       | Em                      | /ɛm/         |
| N       | En                      | /ɛn/         |
| O       | O                       | /oʊ/         |
| P       | Pee                     | /piː/        |
| Q       | Cue                     | /kjuː/       |
| R       | Ar                      | /ɑr/         |
| S       | Ess (es-)               | /ɛs/         |
| T       | Tee                     | /tiː/        |
| U       | U                       | /juː/        |
| V       | Vee                     | /viː/        |
| W       | Double-U                | /ˈdʌbəl.juː/ |
| X       | Ex                      | /ɛks/        |
| Y       | Wy hoặc Wye             | /waɪ/        |
| Z       | Zed                     | /zɛd/        |
| Z       | Zee                     | /ziː/        |
| Z       | Izzard                  | /ˈɪzərd/     |

Một số nhóm chữ cái như pee và bee hoặc em và en thường dễ bị nhầm lẫn khi trong giao tiếp, đặc biệt là khi liên lạc qua điện thoại hay vô tuyến. Để giải quyết vấn đề này, người ta tạo ra các bảng chữ cái đánh vần - chẳng hạn Bảng chữ cái đánh vần ICAO - trong đó mỗi chữ cái được gán cho một cái tên dễ phân biệt lẫn nhau.